# Herpa
Herpa est une entreprise allemande qui fabrique des modèles réduits à l'échelle. La gamme comprend surtout des voitures et des camions a des échelles adaptées au modélisme ferroviaire. Elle commercialise des avions miniatures sous la marque Herpa Wings.

## Historique
L'entreprise est créée en 1949 par Wilhelm Hergenröther sous le nom de « Hergenröther und Patente ». Elle conçoit d'abord des jouets. Voitures, camions et autres véhicules sont fabriqués; d'abord réalisés un peu à la "va vite".
Herpa Wings est une filiale relativement récente (années 90-95). Elle détaille des avions aux échelles 1:100, 1:200, 1:400 et 1:500. La flotte la plus élevée est celle des modèles au 1:500. Les livrées de ces appareils sont de véritables livrées, on peut choisir des avions civils, des avions de tourisme, des avions de guerre et de chasse de toute époque, des jets privés, des hélicoptères.
Elle conçoit et réalise aussi des aéroports, des véhicules de service aéroportuaires, des trains, et, un peu surprenant au 1:500ème des personnages.

Galerie de modèles Herpa.
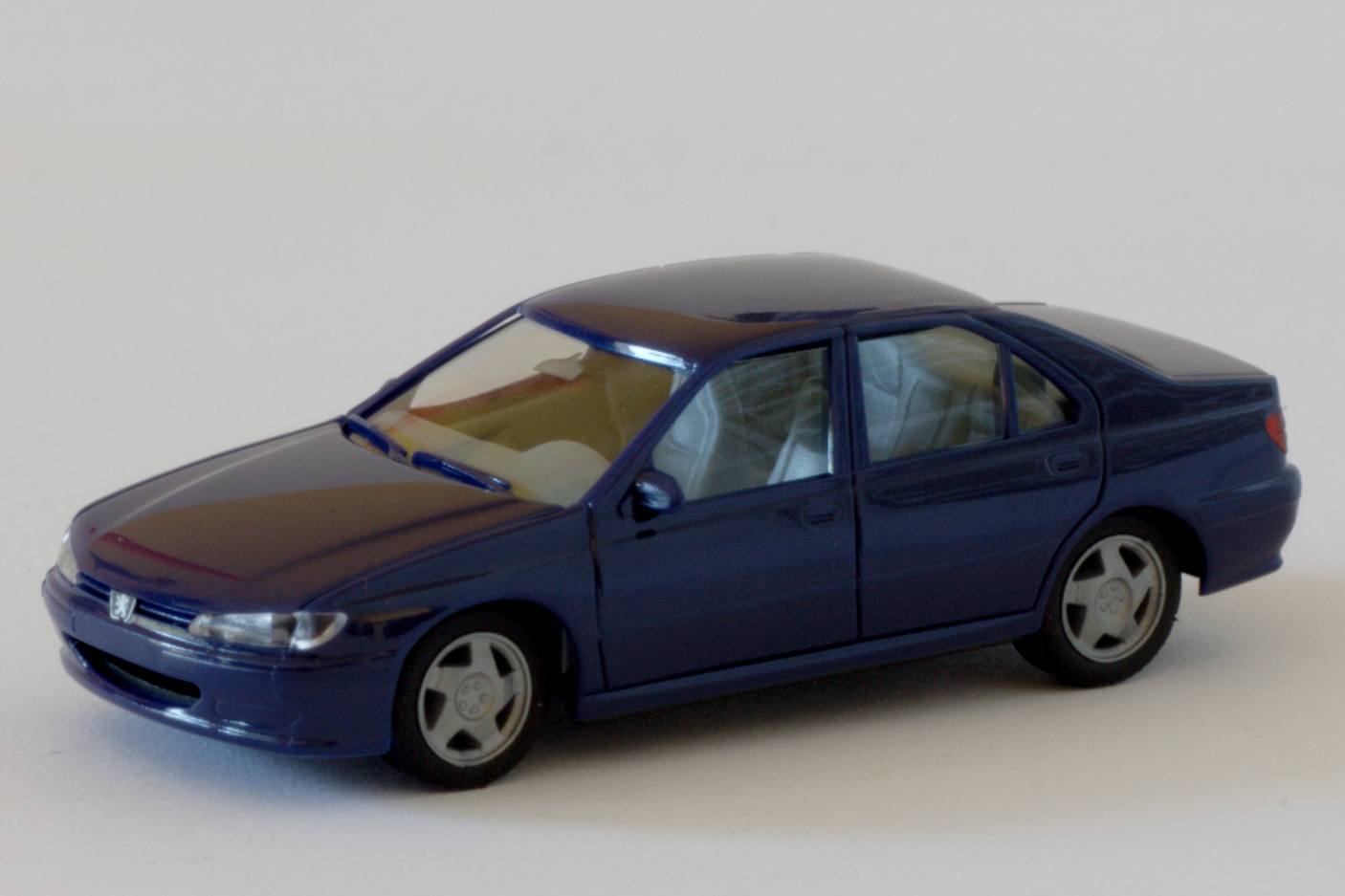
Peugeot 406 au 1/87.
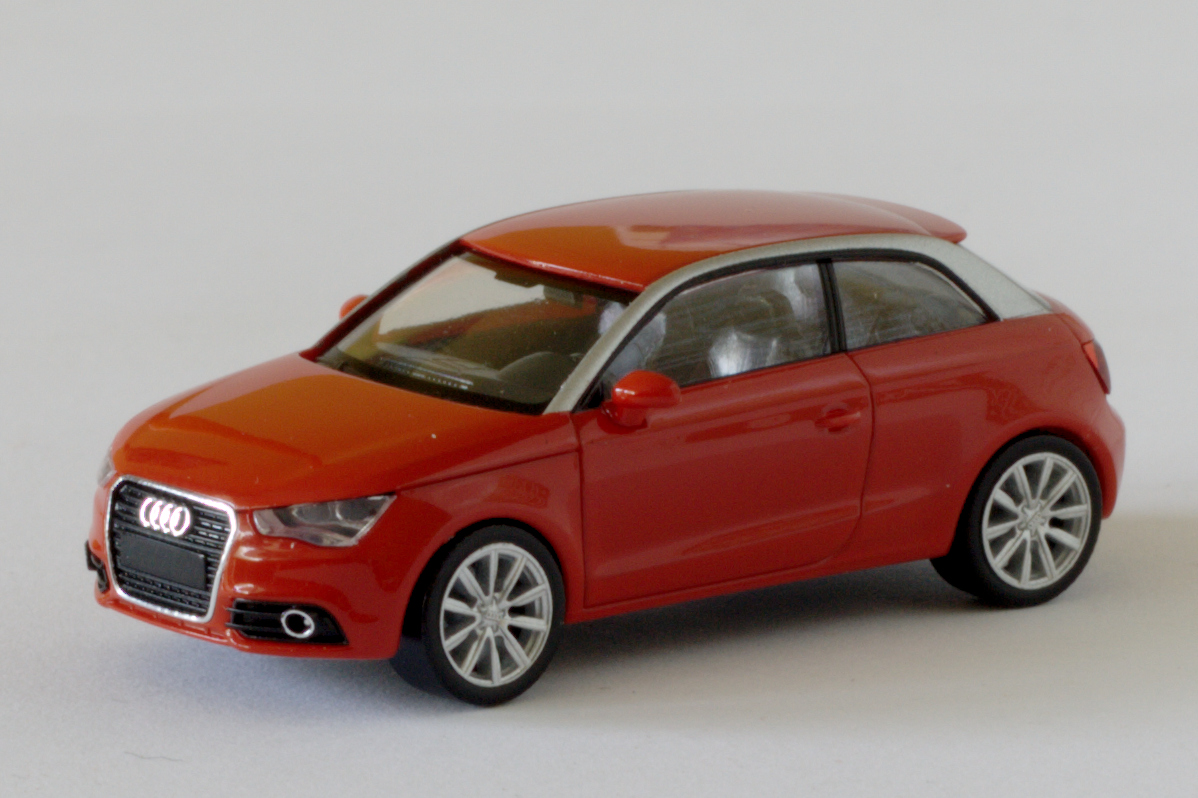
Audi A1 au 1/87.
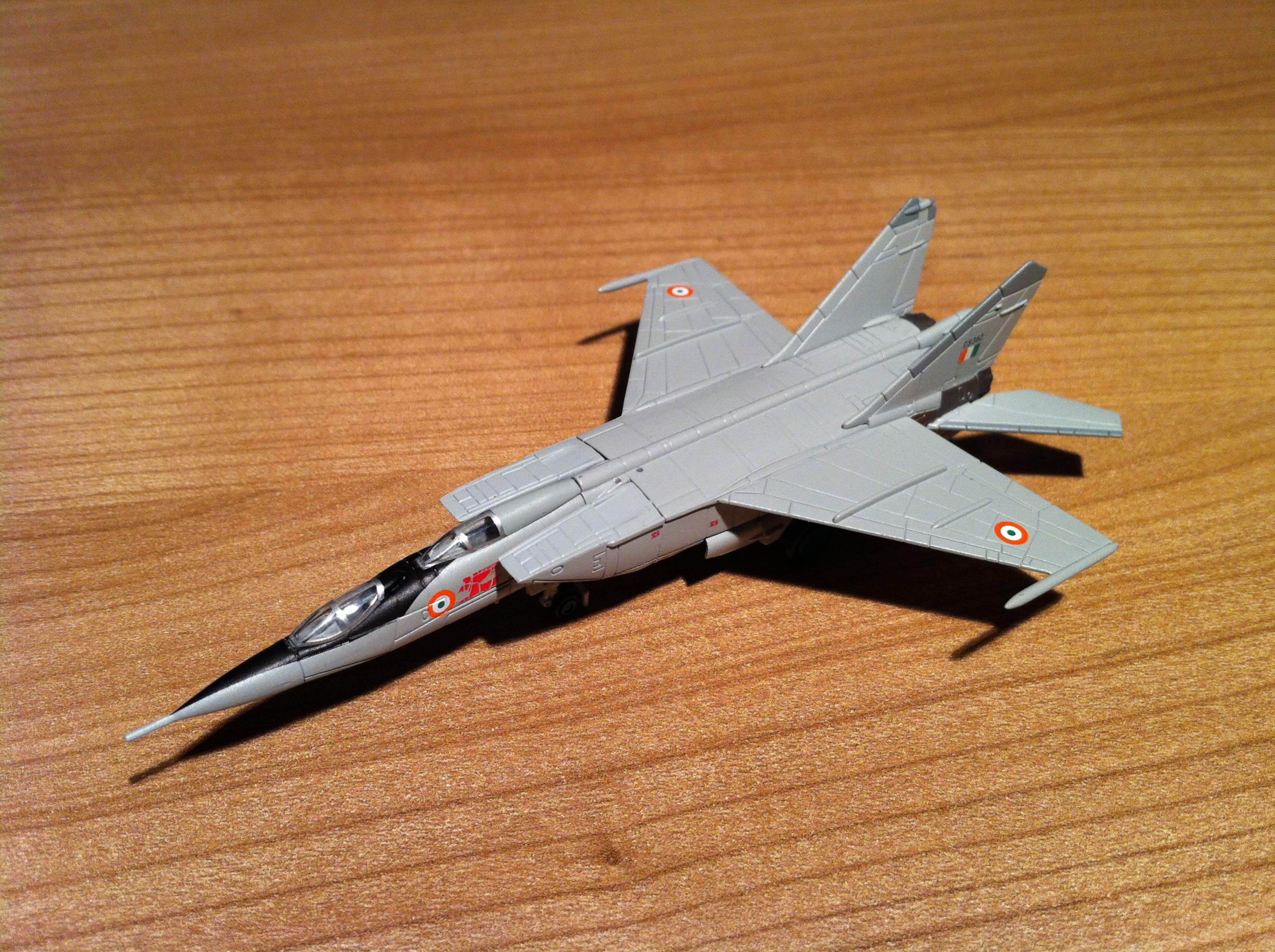
Mig-25RU au 1/200.
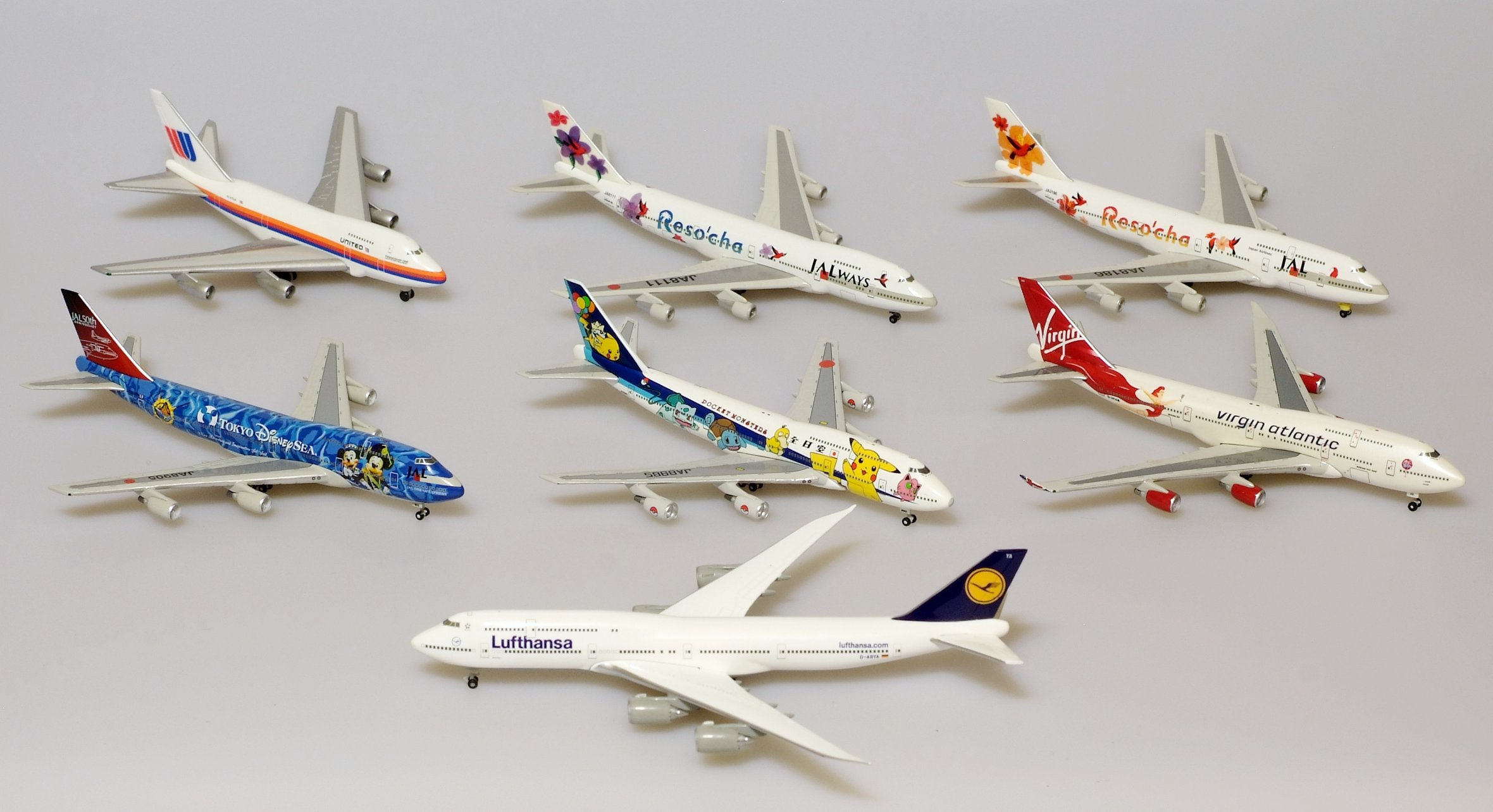
Collection de Boeing 747 au 1/500.